# Indice de couleur
En astronomie, l'indice de couleur d'un corps céleste (étoile, astéroïde, ...) est la différence entre les magnitudes apparentes de ce corps obtenues dans deux bandes spectrales différentes.
Par exemple, l'indice de couleur B-V indique la différence entre la magnitude apparente dans la bande spectrale B (c'est-à-dire bleue, autour de 442 nm) et la bande spectrale V (c'est-à-dire dans le visible, soit autour de 540 nm).

## Propriétés
La magnitude apparente est directement liée à deux facteurs : la distance de l'étoile visée à l'observateur, d'une part, et de l'autre, sa luminosité dans la bande considérée. Dans le cas présent, on mesure les magnitudes apparentes d'une même étoile dans deux bandes distinctes et les termes liés à la distance se compensent, puisque la magnitude est une échelle logarithmique et que la différence des logarithmes est égale au logarithme du ratio :
{\displaystyle B-V\equiv m_{B}-m_{V}=-2.5\log(L_{B}/(4\pi D^{2}.F_{B}^{0}))+2.5\log(L_{V}/(4\pi D^{2}.F_{V}^{0}))=2.5\log \left({\frac {L_{V}.F_{B}^{0}}{L_{B}.F_{V}^{0}}}\right)}
où {\displaystyle L} désigne la luminosité intrinsèque, dans la bande indiquée, et {\displaystyle D} la distance de l'objet.{\displaystyle F_{V}^{0}} et {\displaystyle F_{B}^{0}} sont des valeurs de normalisation des flux servant à fixer l'origine zéro des magnitudes dans chaque bande : conventionnellement, elles sont choisies de façon à annuler la magnitude de l'étoile Alpha Lyrae (Vega) dans toutes les bandes optiques. L'indice {\displaystyle B-V} de Vega est donc également zéro par définition.
Les indices de couleur sont de très précieuses informations et sont utilisés dans la méthode photométrique des boîtes[Quoi ?].
Le concept d'indice de couleur peut être étendu à tout domaine de longueur d'onde. Dans le domaine des rayons X, on parle de couleur molle et de couleur dure pour les indices de couleurs correspondant à la partie peu énergétique et à la partie plus énergétique du spectre X. Dans ce cas, on ne considère pas la magnitude, grandeur logarithmique, mais le simple rapport du flux de photons reçus dans différentes bandes d'énergie conventionnellement choisies.